# شنتا فوكوشيما
شنتا فوكوشيما (باليابانية: 福島 新太) (28 يناير 1989 في ناغاكوتي في اليابان – )؛ هو لاعب كرة قدم ياباني سابق كان يلعب كلاعب وسط.

## وصلات خارجية
- شنتا فوكوشيما على موقع رابطة كرة القدم اليابانية للمحترفين (اليابانية)
- شنتا فوكوشيما على موقع قاعدة بيانات كرة القدم.إي يو (الإنجليزية)
- شنتا فوكوشيما على موقع Soccerway.com (الإنجليزية)
- شنتا فوكوشيما على موقع عالم كرة القدم.نت (الإنجليزية)